# Gradskovski Kolibi
Gradskovski Kolibi (în bulgară Градсковски колиби) este un sat în Obștina Boinița, Regiunea Vidin, Bulgaria.

## Demografie
Componența etnică a satului Gradskovski Kolibi
     Bulgari (100%)
     Nicio identificare (0%)
     Altele (0%)
La recensământul din 2011, populația satului Gradskovski Kolibi era de 39 locuitori. Din punct de vedere etnic, majoritatea locuitorilor (100,0%) erau bulgari. Pentru 0,0% din locuitori nu este cunoscută apartenența etnică.